# История почты и почтовых марок Армении
История почты и почтовых марок Армении подразделяется на периоды, соответствующие почтовым системам государств, в составе которых находилась Восточная Армения (Российская империя, ЗСФСР, СССР), самостоятельных государственных образований начала XX века, независимой Армении (с 1992). Армения является членом Всемирного почтового союза (ВПС; с 1992), а почтовое обслуживание в стране осуществляет ЗАО «Армпочта».

## Развитие почты

### В составе Российской империи
6 октября 1827 года — через несколько дней после взятия Эривани русскими войсками (во время Русско-персидской войны (1826—1828)) — было создано Эриванское временное правление, одной из первоочередных задач которого была организация почты на территории вновь образованной Армянской области.
Первым почтовым учреждением Армянской области стала Эриванская почтовая экспедиция, открытая 1 марта 1828 года. Между Эриванью и Тифлисом были проложены два тракта. В летнее время года действовала более короткая дорога через Апаран, а в зимнее время использовался более длинный путь Эривань — Эчмиадзин — Сардарапат — Талин — Мастара — Александрополь. Третий тракт шёл от Эривани на Арташат — Садарак — Норашен — Нахичевань, а позднее был продлён через Джульфу до Ордубада. На этих трактах в 1828—1829 годах действовали 8 почтовых станций. На каждой станции находились по 10 лошадей и 5 чапарханов (почтарей). Кроме того на каждую станцию назначался «один благонадёжный человек для смотрения за порядком и сбором прогонных денег», которые он должен был расходовать на покупку ячменя и другие надобности. Обязанность поставлять лошадей и чапарханов была возложена на население.
В первые годы деятельности почты в Восточной Армении верховые казаки и чапарханы перевозили почту вьючным способом, позже использовались простые телеги или фургоны, запряжённые лошадьми или быками.
В августе 1834 года поставка лошадей, чапарханов и фуража была заменена денежным сбором со всего населения области. С каждого двора взыскивалось по 80 копеек серебром в год, при этом сбор на почтовую повинность был объединён со сбором на содержание мурабов — чиновников, ведавших распределением воды. Фактический расход на содержание почтовых станций и мурабов оказался ниже предполагавшегося, поэтому норма сбора с каждого двора была понижена до 70 копеек серебром в 1835—1836 годах и до 52 копеек серебром в 1837 году.
С марта 1858 года для оплаты почтовых отправлений в Восточной Армении поступили в обращение почтовые марки Российской империи. Первоначально марки гасились точечными номерными штемпелями. В Эривани применялся прямоугольный штемпель из точек с номером 501. Точечные штемпели были изъяты в 1877 году и заменены круглыми календарными штемпелями с указанием города и даты отправления.

В 1860-е годы основным почтовым трактом был тракт Тифлис — Акстафа — Дилижан — Еленовка — Эривань — Нахичевань — Джульфа — Ордубат. От этого тракта ответвлялись тракты Дилижан — Караклис — Амамлу — Александрополь и Еленовка — Ново-Баязет. В 1867 году по тракту Тифлис — Эривань почта доставлялась ежедневно, а по остальным трактам — еженедельно. Проложенная в 1870 году шоссейная дорога Тифлис — Эривань до Ахты значительно ускорила движение почт по основному тракту. Открытие железнодорожного движения по линиям Тифлис — Александрополь — Карс в 1899 году, Тифлис — Эривань в 1902 году и Эривань — Джульфа в 1908 году примерно вдвое ускорило движение почт, позволило расширить сеть почтовых учреждений в Восточной Армении.

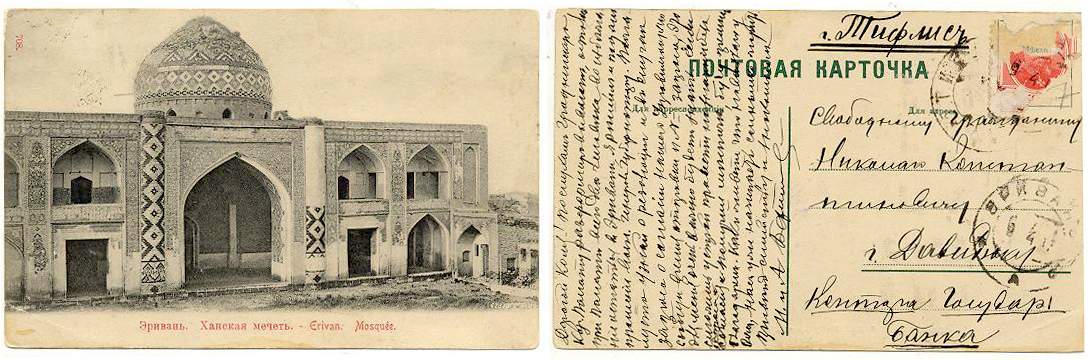
Почтовая карточка с календарными штемпелями Эривани и Тифлиса (1917)

### Первая республика
Первая Республика Армения была провозглашена 28 мая 1918 года. В мае 1918 года был создан Почтово-телеграфный отдел Инженерного управления, подчинённого Министерству внутренних дел. К этому времени служба связи была в значительной мере дезорганизована. В административных и военных целях главное внимание уделялось телеграфной службе, в частности почтово-телеграфный отдел Инженерного управления предоставлял МВД ежедневные рапорты о состоянии телеграфных линий на территории Армении и принимал меры к их бесперебойному действию.
В начале 1919 года начальник Почтово-телеграфного отдела Армении был направлен в Тифлис и Баку для установления почтово-телеграфного обмена с Грузией и Азербайджаном. Им были выработаны и подписаны с каждой из этих республик по три предварительные конвенции об обмене почтой, телеграммами и денежными переводами, подлежащих ратификации их правительствами. Были также согласованы тарифы на почтовую корреспонденцию и денежные переводы. Конвенция почтово-телеграфного обмена с Азербайджаном была ратифицирована правительством в июле 1919 года. Окончательный порядок обмена почтово-телеграфной корреспонденцией между Арменией, Азербайджаном и Грузией был урегулирован в конце октября 1919 года после подписания соответствующих конвенций.
Для нужд почты применялись, в основном, почтовые марки Российской империи с соответствующими ручными надпечатками. Первая переоценка марок России была осуществлена в октябре 1919 года. На почтовых и сберегательных марках России были сделаны надпечатки новой стоимости каучуковыми штампами чёрной краской. В январе 1920 года почтовым отделением при Катарских заводах были произведены надпечатки каучуковыми штампами чёрной краской новых номиналов на марках России (так называемые зангезурские провизории).

### Советская Армения
Социалистическая Советская Республика Армения (ССРА) была образована 29 ноября 1920 года. 12 декабря того же года приказом Ревкома № 12 Народным комиссаром дорог и почт-телеграфов был назначен Рубен Восканян. Главное управление почт, телеграфов и телефонов было расформировано, управление всеми почтовыми учреждениями возложено на Наркомат почт и телеграфов ССР Армения.
11 января 1921 года была установлена трактовая почта по линии Эривань — Акстафа. В начале февраля 1921 года началась организация других почтовых трактов, ответвляющихся от главного тракта Эривань — Акстафа. Приказом № 71 от 10 февраля 1921 года Наркомпочтель утвердил штаты организованных к тому времени 11 разгонных почтовых станций — Эриванской, Эйларской, Сухой-Фонтанской, Нижне-Ахтинской, Еленовской, Семёновской, Делижанской, Каравансарайской, Тарсачайской, Узунталинской и Гамзачиманской. Штат состоял из 11 заведующих станциями, 40 ямщиков, трёх кладовщиков, одного кузнеца, одного молотобойца и одного шорника — всего 57 человек.
В дальнейшем почтовое обслуживание на территории Армении осуществлялось в рамках почтовых систем Закавказской Советской Федеративной Социалистической Республики (ЗСФСР) и Советского Союза.

### Современная Армения
После обретения независимости в 1991 году была образована национальная почтовая служба Армении. Общегосударственным почтовым оператором выступает ЗАО «Армпочта». 14 сентября 1992 года Армения была принята в члены ВПС.

## Выпуски почтовых марок

### Эмиссии ДРА
В июле 1919 года для защиты почты от финансовых махинаций было принято решение огрифовать марки России знаком государственной принадлежности их ДРА. Первые подобные марки вышли в ноябре 1919 — январе 1920 годов. На марках России 17-го, 19-го и 22-го выпусков и марках Армении первого выпуска была сделана надпечатка символа государственной принадлежности — монограммы из двух перекрещенных букв в прямоугольной рамке. Надпечатки были выполнены каучуковыми штампами трёх типов (малая, средняя и большая) чёрной и фиолетовой краской. В феврале — марте 1920 года были вновь сделаны надпечатки на марках чёрной и фиолетовой краской ранее использованными каучуковыми штампами, с которых были удалены износившиеся рамки. Все марки существуют с фальшивыми надпечатками разного качества.
В марте 1920 года была произведена вторая переоценка марок России и Армении. На марках России 17-го, 19-го и 22-го выпусков и марках Армении первого выпуска были сделаны ручные надпечатки символа государственной принадлежности — монограммы из двух переплетённых букв в форме вензеля — и нового достоинства. Надпечатки были выполнены одиночными металлическими штампами чёрной и фиолетовой краской. Также с марта и, предположительно, по ноябрь 1920 года надпечатки вензеля и нового номинала выполнялись на марках Армении с первичной надпечаткой монограммы в рамке и без неё.
Огрифованные подлинными штампами марки, изданные к юбилею дома Романовых, почтово-благотворительные и марки России других выпусков не были официально выпущенными и являются фантастическо-спекулятивными произведениями.

Почтовые марки Демократической Республики Армения
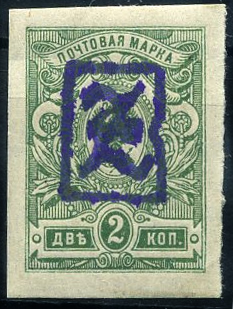
Большая монограмма с рамкой, 1919 (Yt #22)
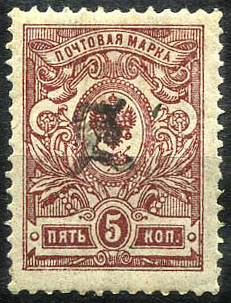
Малая монограмма без рамки, 1920 (Yt #6)
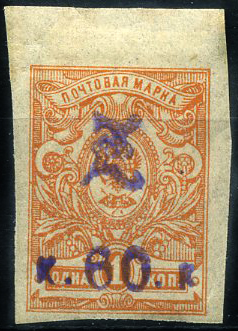
Большая монограмма без рамки на марке ДРА, 1920 (Yt #29)
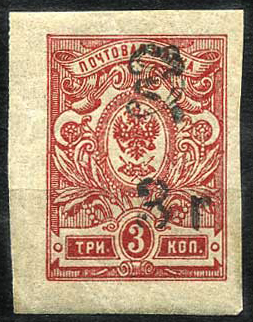
Монограмма и новая стоимость, 1920 (Yt #64)
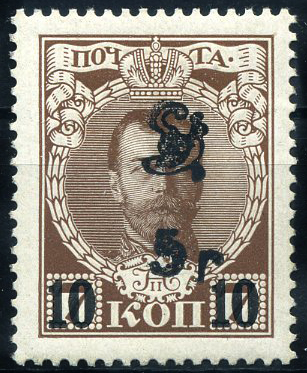
Фантастическо-спекулятивный выпуск от имени ДРА

В 1919 году художнику Аршаку Фетваджяну (1866—1947) поручили подготовить образцы денег и знаков почтовой оплаты ДРА. В ноябре 1920 года в парижской типографии Шаспо по его эскизам была изготовлена серия из 10 стандартных марок оригинальных рисунков. Марки отпечатаны на плотной белой бумаге с бесцветным или желтоватым клеем. На миниатюрах с номиналами в 1, 3, 5 и 15 рублей изображён орёл с мечом, разрубающий змия; на марках с номиналами в 25, 50 и 100 рублей — гора Арарат; на 40 и 70-рублёвых — женщина с прялкой. Однако эти марки не поступили в обращение, поскольку к моменту их выхода правительство партии Дашнакцутюн было свергнуто. Известны многочисленные фальсификаты этих марок зарубежного происхождения. Они отличаются от подлинных отсутствием признаков гравюры на стали, бумагой и клеем. Часть марок были проданы филателистам и дилерам в Париже в 1924 году; существует предположение, что это было сделано «правительством в изгнании» (партией Дашнакцутюн) так как им были нужны деньги для финансирования их деятельности. Марки с номиналами в 1, 3, 5, 10 и 15 рублей с чёрной надпечаткой герба ССР Армении использовались как гербовые марки.
| Невыпущенные в обращение марки Демократической Республики Армения |
| ----------------------------------------------------------------- |
|                                                                   |
| Художник Аршак Фетваджян (Yt #94—101)                             |

### Эмиссии ССРА

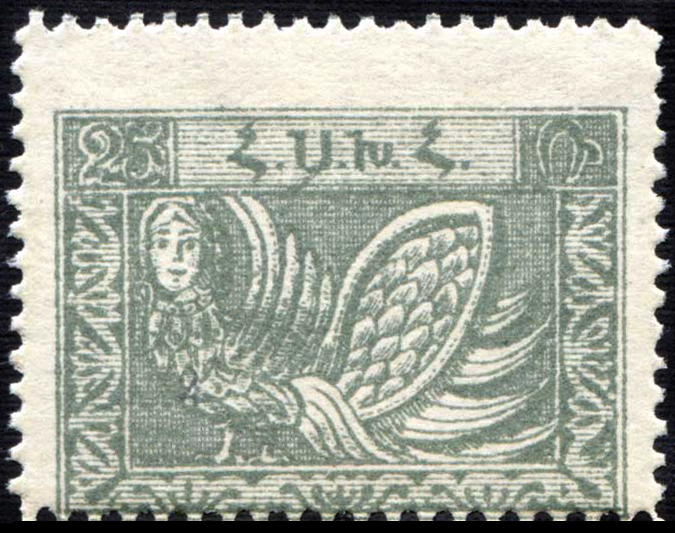
Почтовая марка Социалистической Советской Республики Армения, 1921(Yt #106)

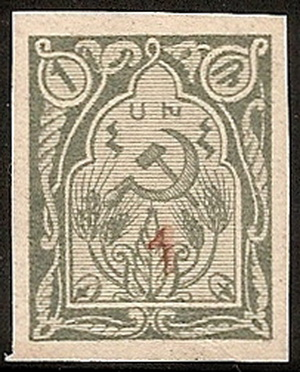
Почтовая марка Социалистической Советской Республики Армения с надпечаткой нового номинала, 1922(Yt #154)

В декабре 1921 года была отпечатана серия из 16 марок ССРА оригинальных рисунков по проектам художника Саркиса Хачатряна (так называемый первый константинопольский выпуск). Марки печатались литографским способом на простой бумаге, как с зубцами, так и без зубцов. Рисунки на миниатюрах были следующие: 1 рубль — серп и молот, 2 рубля — стилизованное животное (барельеф из города Ани), 3 рубля — серп и молот в лучах пятиконечной звезды, 5 рублей — общий вид развалин древней столицы Армении города Ани, 25 рублей — сирена (барельеф из города Ани), 50 рублей — красноармеец с винтовкой, 100 рублей — крылатый лев (барельеф с Ахтамара), 250 рублей — серп и молот в звезде, 500 рублей — крестьянин с косой и корова на фоне горы Арагац, 1000 рублей — рыбак с сетью, 2000 рублей — здание эриванской почтово-телеграфной конторы на фоне горы Арарат, 5000 рублей — развалины цитадели города Ани, 10 000 рублей — женщина с ребёнком на фоне дома, 15 000 рублей — церковь Аракелоц на острове озера Севан, 20 000 рублей — фантастическая птица с головой зверя (барельеф с Ахтамара) и 25 000 рублей — пахарь за плугом на фоне горы Арарат. Из всей серии в почтовое обращение в январе 1922 года поступила только марка номиналом в 25 рублей (Yt #106). Она использовалась в условной переоценке, как марка в 1500 рублей для оплаты простых закрытых писем, и была в обращении до апреля того же года. В апреле 1922 года все марки первого константинопольского выпуска были снабжены надпечатками цифровыми штампами чёрной или красной краской нового номинала и пущены в обращение. Встречаются также марки с надписью нового номинала от руки красными и фиолетовыми чернилами. Такие марки представляют филателистический интерес только на почтовых отправлениях и вырезках из них с чёткими почтовыми гашениями.

Почтовые марки Социалистической Советской Республики Армения (первый константинопольский выпуск, 1921)
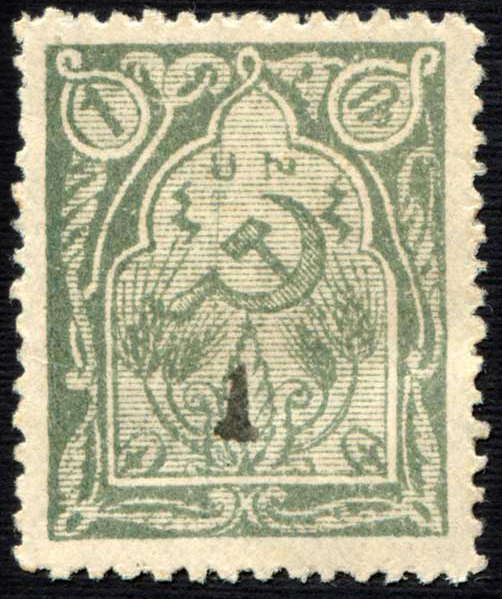
(Yt #164)
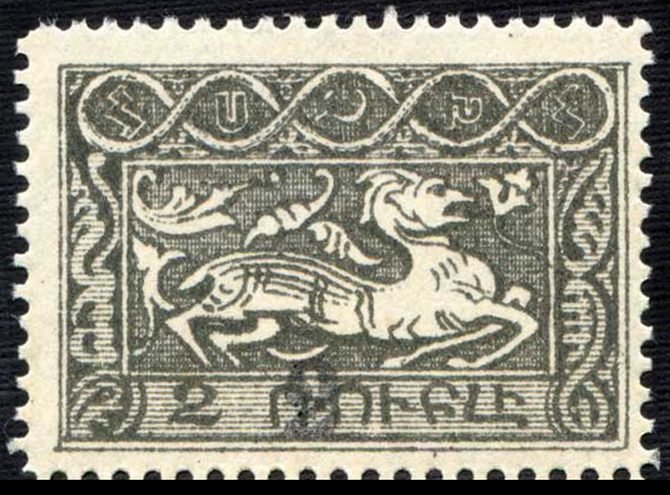
(Yt #166)
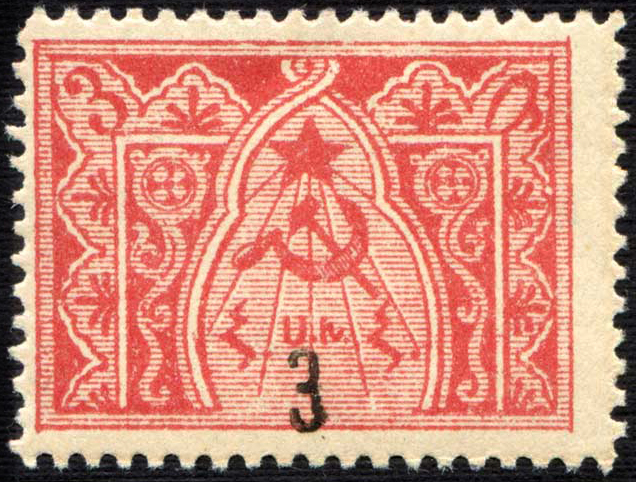
(Yt #167A)
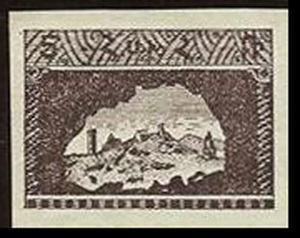
(Yt #105)
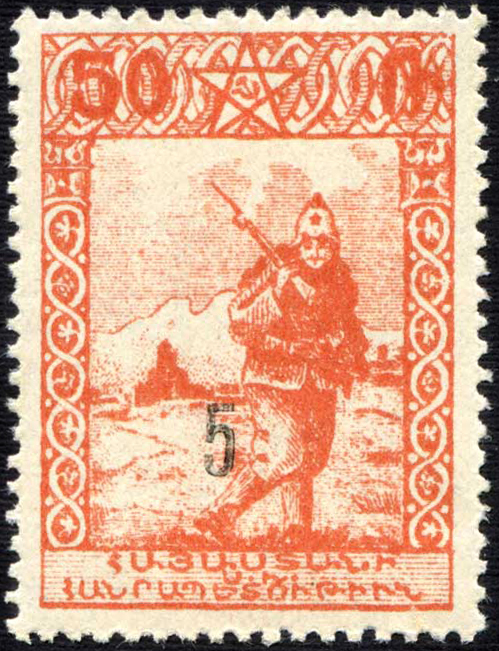
(Yt #169)
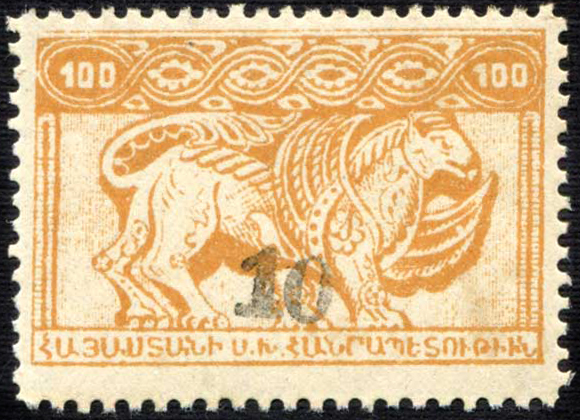
(Yt #170)
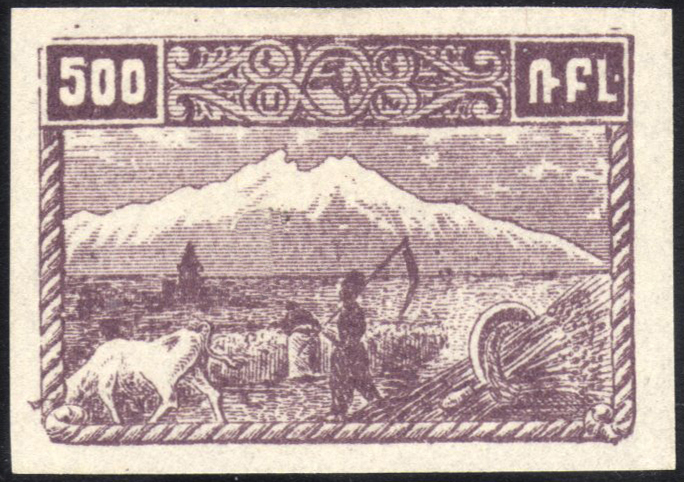
(Yt #110)
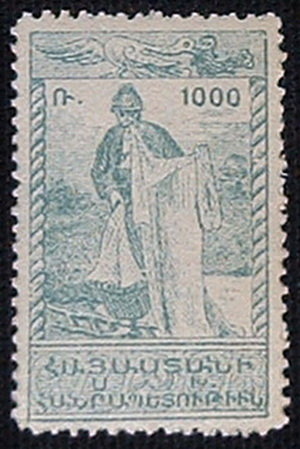
(Yt #111)
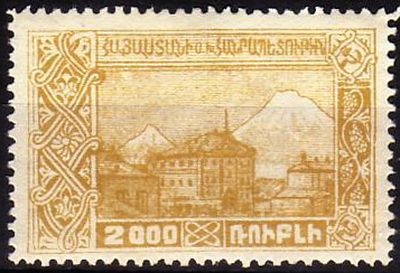
(Yt #112)
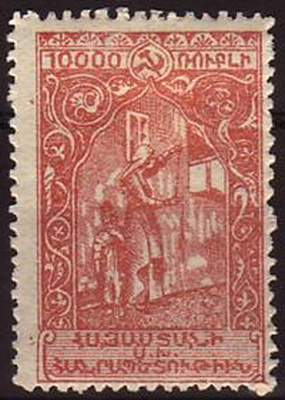
(Yt #114)
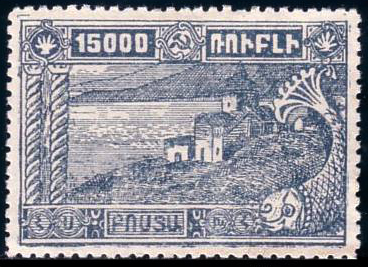
(Yt #115)
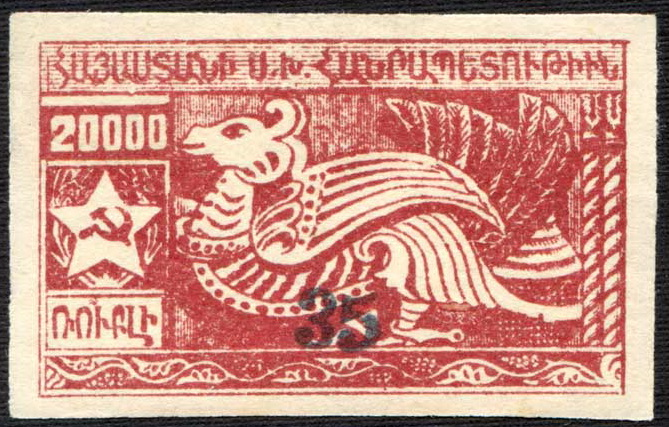
(Yt #171)
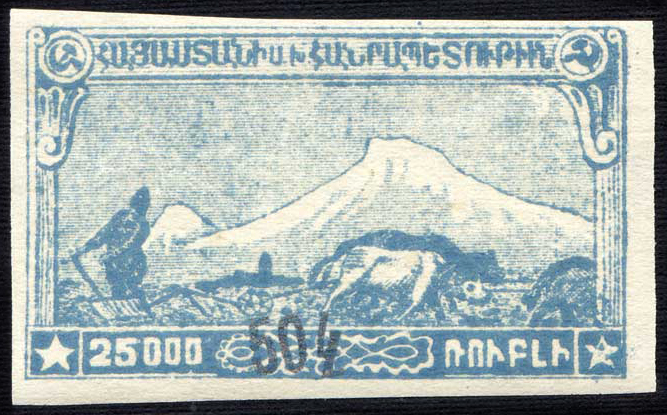
(Yt #163)

В декабре 1921 года была также отпечатана ещё одна 16-марочная серия, по проектам Саркиса Хачатряна (так называемый второй константинопольский выпуск). Марки печатались литографским способом на простой бумаге, без зубцов. Рисунки на миниатюрах были следующие: 100 рублей — женщина за прялкой, 250 рублей — взлетающий журавль, на фоне горы Арарат, 500 рублей — армяне-беженцы в арбе, 1000 рублей — женщина с кувшином у водозаборной колонки, 2000 рублей — железнодорожные пути, 5000 рублей — всадник с ружьём на фоне горы Арарат, 10 000 рублей — орёл с распростёртыми крыльями, 20 000 рублей — пастух с палкой. Марки всех номиналов печатались как карминовой, так и сине-чёрной краской. В обращение они поступили только в апреле 1922 года в качестве почтово-благотворительных, снабжённые надпечатками цифровыми штампами чёрной краской нового номинала. Марки предназначались для оплаты дополнительного сбора в пользу голодающих в размере 50 % тарифа. Однако иногда применялись и для оплаты основного тарифа.

Почтовые марки Социалистической Советской Республики Армения (второй константинопольский выпуск, 1921)
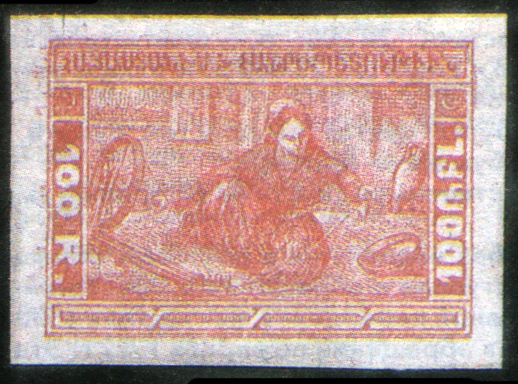
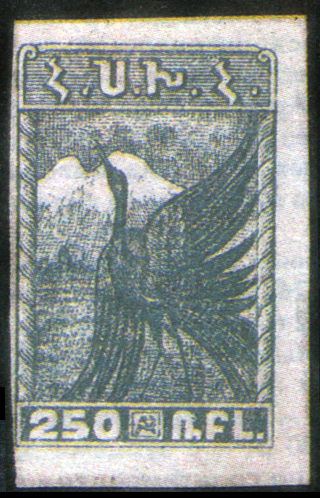
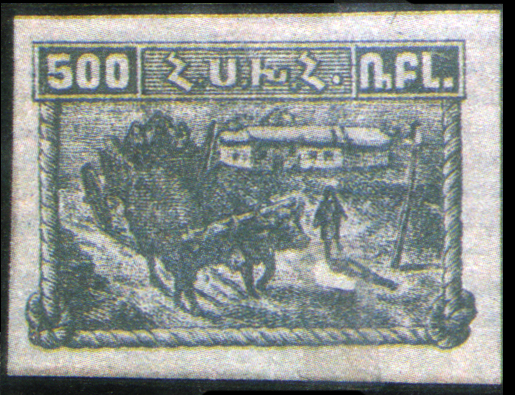
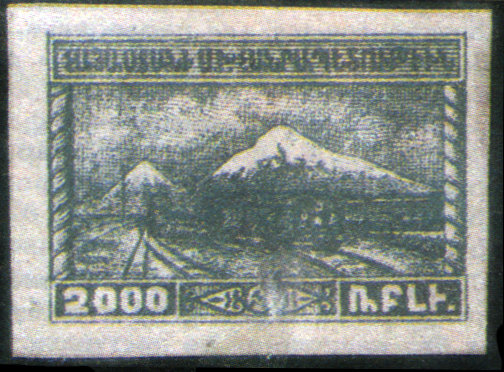
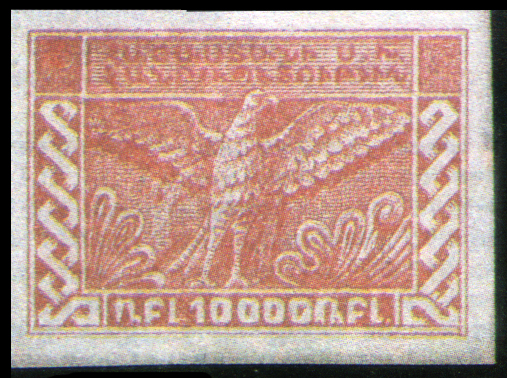
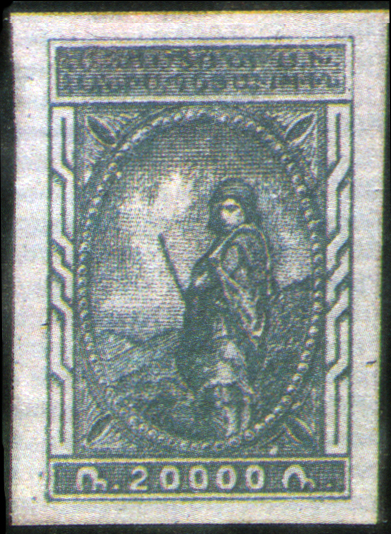

Известны фальсификаты иностранного происхождения всех марок как первого, так и второго константинопольских выпусков. Они отличаются от подлинных способом печати и деталями рисунка. Все марки второго выпуска встречаются с фальшивой зубцовкой.

### Выпуск в составе ЗСФСР
12 марта 1922 года ССР Армения вошла в состав ЗСФСР. В октябре 1922 года в государственной типографии Эривани была отпечатана серия из 10 марок оригинальных рисунков (так называемый эриванский выпуск). Марки печатались литографским способом на обыкновенной белой и плотной серой бумаге. Рисунки на миниатюрах были следующие: 50 рублей — пятиконечная лучащаяся звезда над горой Арарат, 300 рублей — пятиконечная звезда над горой Арарат (рисунок в круге), 400 рублей — серп и молот на фоне пятиконечной звезды, 500 рублей — аллегорический рисунок, 1000 рублей — лодочник, 2000 рублей — мифическая птица, 3000 рублей — сеятель, 4000 рублей — мифическое животное, 5000 рублей — крестьянин и рабочий и 10 000 рублей — земледелец. Эти марки в обращение не поступали и использовались в дальнейшем только с надпечатками новой стоимости.
| Почтовые марки Социалистической Советской Республики Армения (эриванский выпуск, 1922) |
| -------------------------------------------------------------------------------------- |
|                                                                                        |
| (Yt #134—138, 140—143)                                                                 |

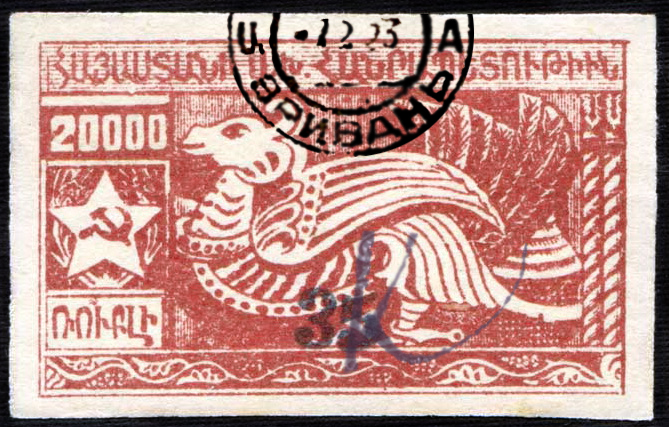
Почтовая марка Социалистической Советской Республики Армения с ручной переоценкой чернилами, 1923(Mi #193B)

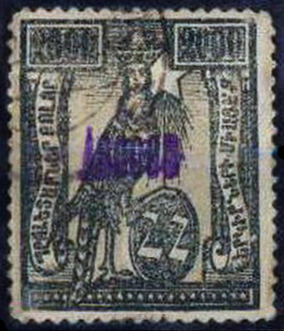
Почтовая марка Социалистической Советской Республики Армения с ручной надпечаткой новой стоимости, 1923(Yt #150)

30 декабря 1922 года в составе ЗСФСР ССР Армения вошла в СССР, однако выпуск собственных марок в этой республике продолжился. Предположительно в январе 1923 года, в связи с изменением почтовых такс при переходе на золотую валюту, на марках первого константинопольского выпуска как без переоценок, так и с переоценкой были сделаны ручные надпечатки цифровыми штампами чёрной или красной краской или надписи фиолетовыми или красными чернилами нового номинала. Эти марки находились в обращении до мая 1923 года.
В мае 1923 года, в связи с недостатком марок больших номиналов, на марках эриванского выпуска были сделаны ручные надпечатки металлическими и каучуковыми штампами цифр нового номинала. Эти марки встречаются с гашениями по январь 1924 года включительно.
Одновременно с марками ССР Армении на территории республики применялись и марки ЗСФСР, выпуск которых начался в апреле 1923 года. Почтовые марки ССР Армении были аннулированы с 1 октября 1923 года и заменены едиными знаками почтовой оплаты ЗСФСР.

### В составе СССР

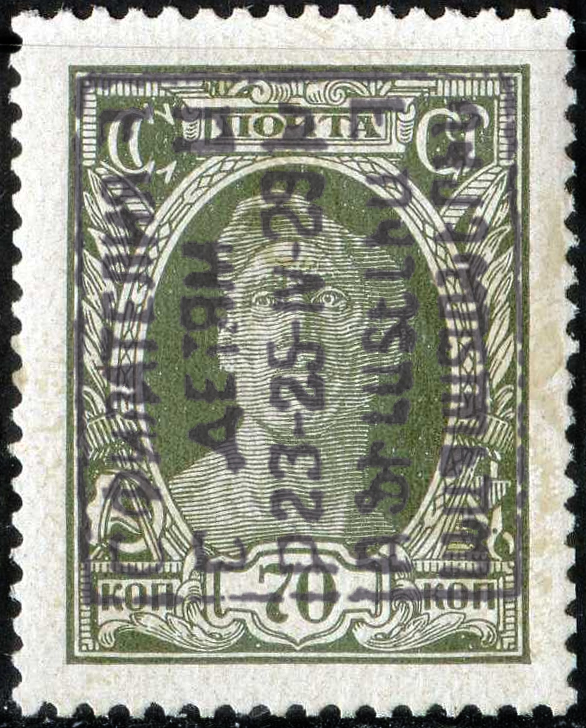
Агитационно-благотворительная марка Социалистической Советской Республики Армения (1929)

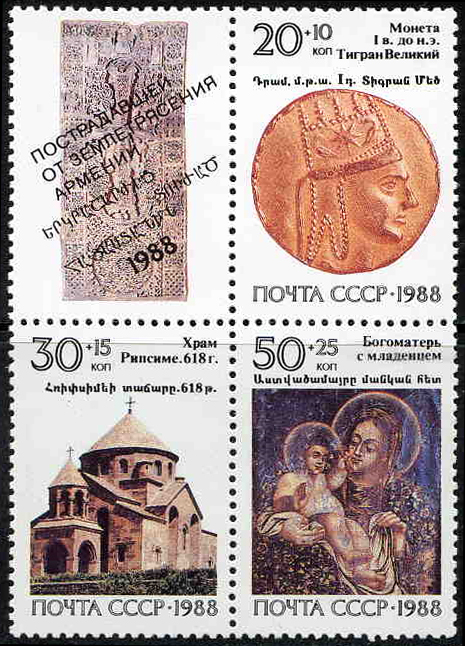
Почтово-благотворительные марки СССР в помощь населению Армении, пострадавшего от землетрясения. Реликвии армянского народа, 1988

В 1929 году состоялся последний выпуск марок ССР Армении. Это был агитационно-благотворительный выпуск в пользу беспризорных детей. На марках СССР первого и второго стандартных выпусков была сделана ручная надпечатка каучуковым штампом фиолетовой краской (очень редко встречается красная) текста в рамке на русском и армянском языках: «ССРА / ФИЛАТЕЛИЯ / ДЕТЯМ 23-25-IV-29». Марки были в обращении всего лишь один день — 25 апреля 1929 года. Общий их тираж составил 4313 штук, из них были использованы на почтовых отправлениях — 458 марок.
До 1992 года на территории Армении для почтовой оплаты использовались почтовые марки СССР. Среди них были выпущены почтовые марки на армянскую географическую и этническую тематику: например, выпуск памятных марок 1950 года в ознаменование 30-летия Армянской ССР, виды Еревана и горы Арарат в 1960 году, марки с армянскими национальными костюмами 1961 году, а также марки с изображениями известных армян.

Армения на почтовых марках СССР
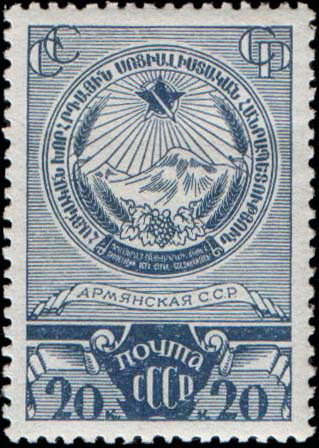
1938: Герб Армянской ССР. Художник И. Ганф (ЦФА [АО «Марка»] № 577)
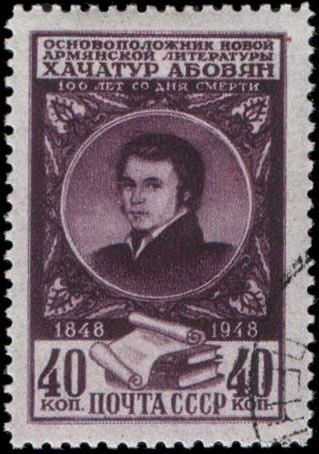
1948: Хачатур Абовян. Художник Е. Буланова (ЦФА [АО «Марка»] № 1315)
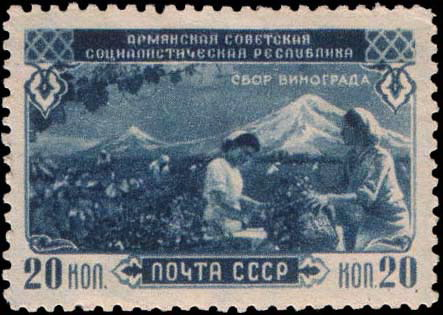
1950: 30-летие Армянской ССР. Сбор винограда. Художник В. Завьялов (ЦФА [АО «Марка»] № 1572)
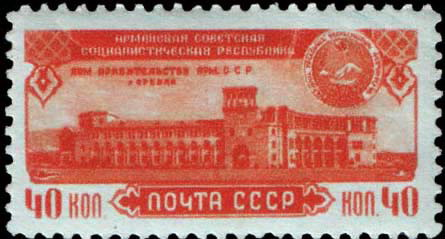
То же. Дом правительства Армянской ССР (ЦФА [АО «Марка»] № 1573)
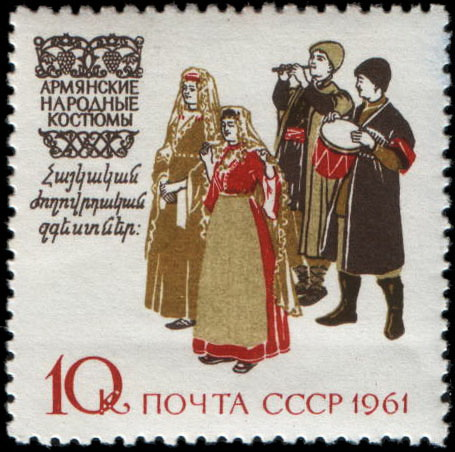
1961: Армянские национальные костюмы. Художник В. Пименов (ЦФА [АО «Марка»] № 2528)
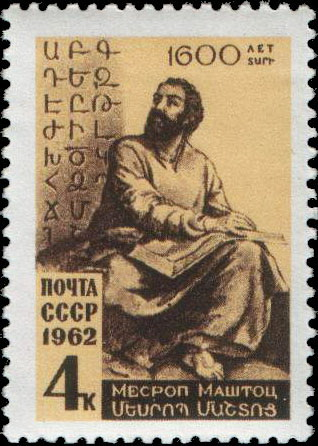
1962: Месроп Маштоц. Художник Н. Налбандян (ЦФА [АО «Марка»] № 2695)
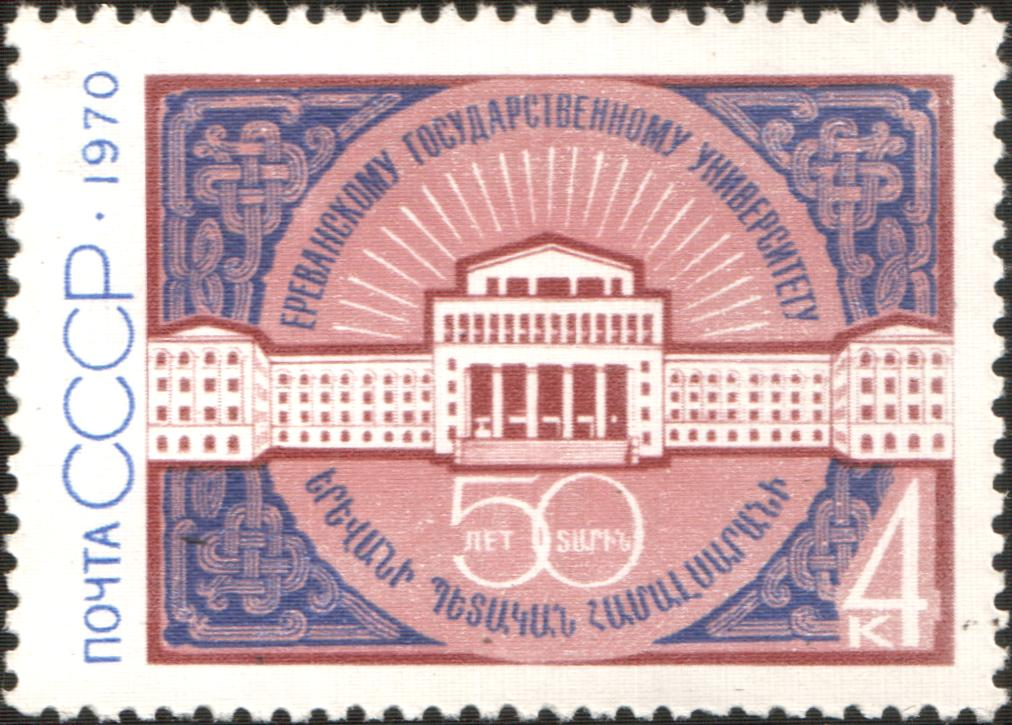
1970: 50 лет Ереванскому государственному университету. Художник Г. Комлев (ЦФА [АО «Марка»] № 3922)
1978: Эчмиадзинский собор. Оформление Н. Черкасов (ЦФА [АО «Марка»] № 4886)
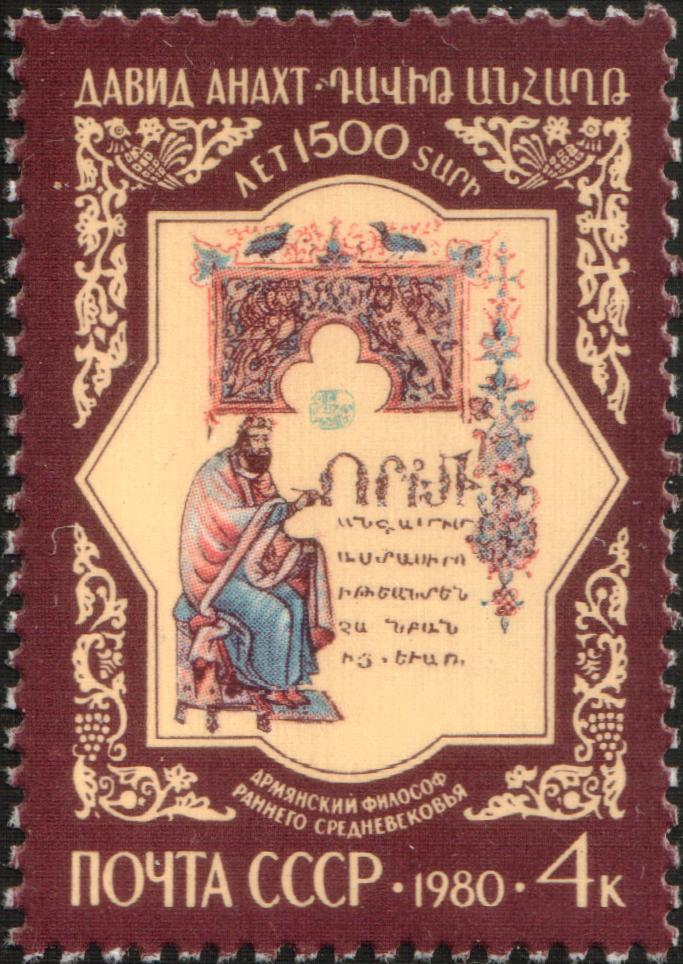
1980: Давид Анахт. Художник А. Шмидштейн (ЦФА [АО «Марка»] № 5081)
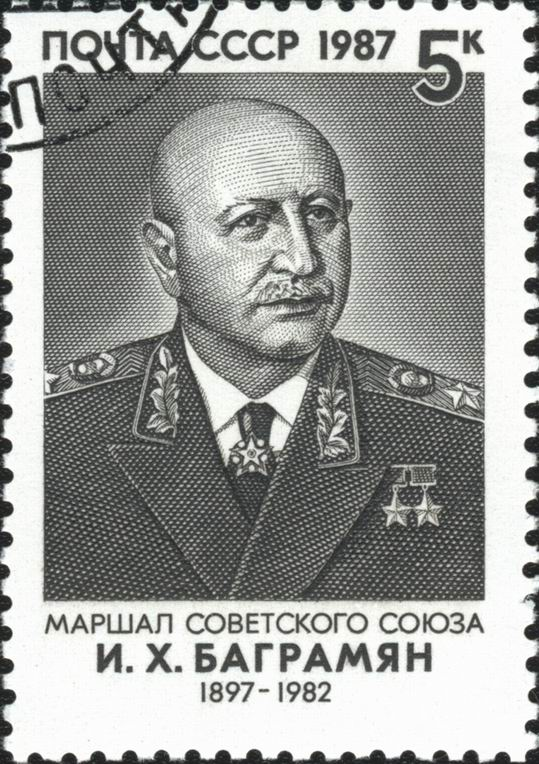
1987: И. Х. Баграмян. Художник В. Никитин (ЦФА [АО «Марка»] № 5895)
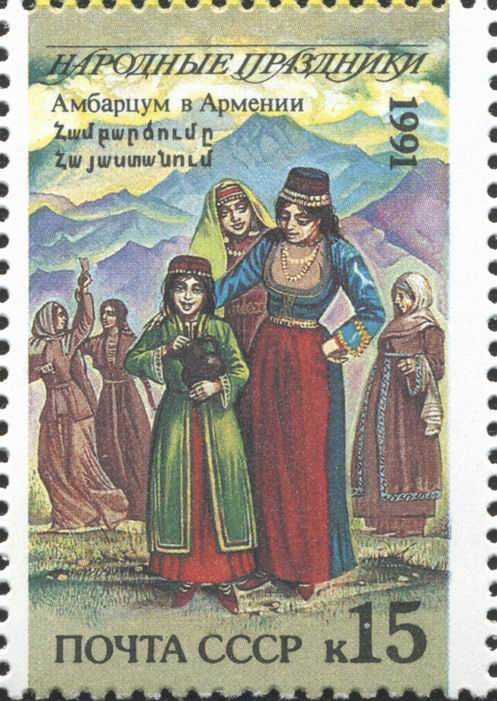
Из серии «Народные праздники» (1991): Амбарцум в Армении. Художник А. Яцкевич (ЦФА [АО «Марка»] № 6364)

### Эмиссии Армении

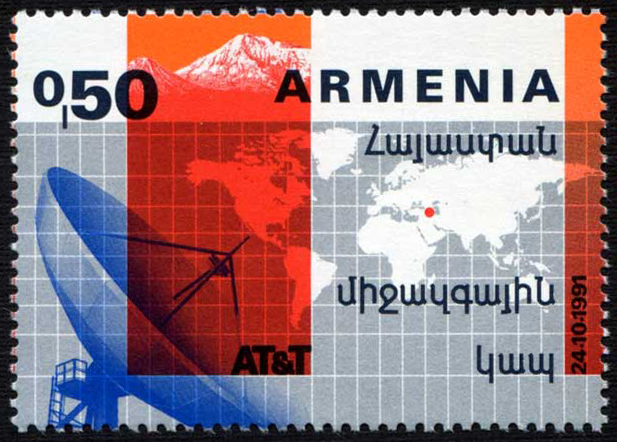
Почтовая марка Армении, посвящённая открытию Международной космической телефонной линии, 1992(Sc #431A)

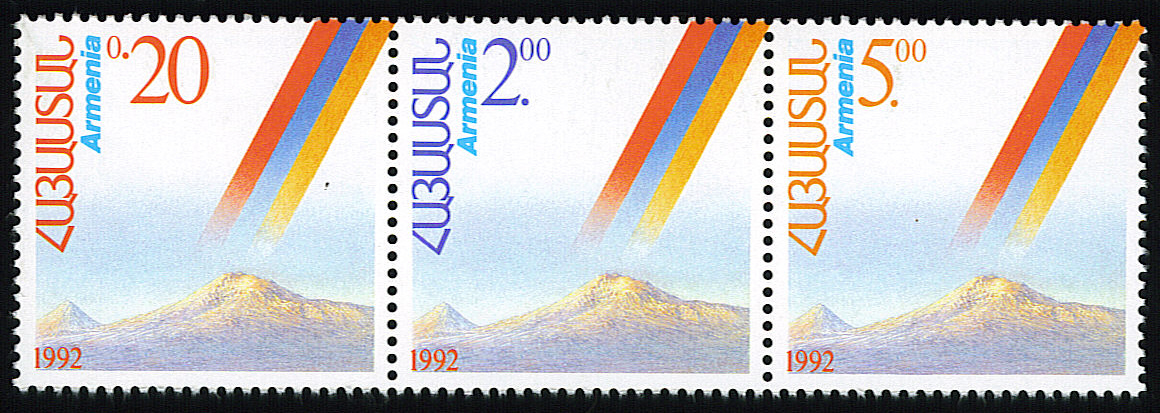
Первые почтовые марки Армении после провозглашения независимости, 1992(Sc #430)

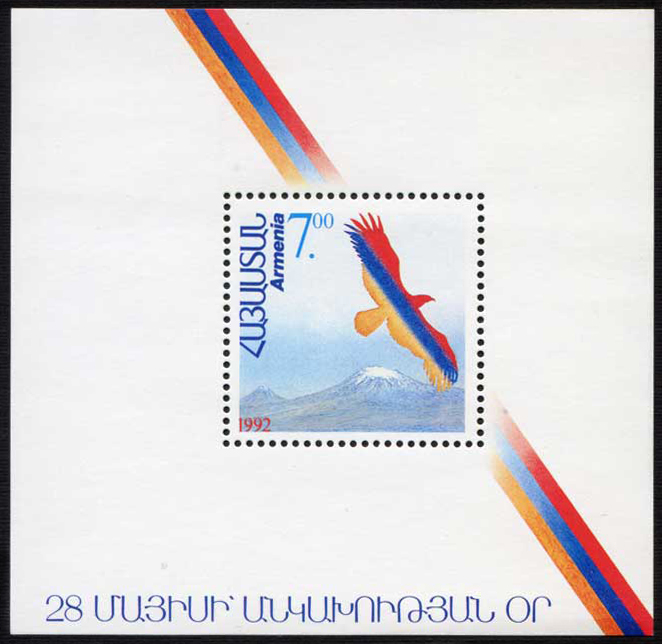
Первый почтовый блок Армении, 1992(Sc #431)

21 сентября 1991 года Армения объявила о своей независимости. В декабре того же года Верховный Совет Республики Армения принял постановление о собственных почтовых эмиссиях. Была создана специальная комиссия по изданию первых почтовых марок на конкурсной основе.
Первая марка независимой Армении была отпечатана в Нидерландах. Она была посвящена открытию 24 октября 1991 года Международной телефонной космической линии в Армении (художник Виль ван Замбек). Однако тираж миниатюры не был выпущен в почтовое обращение до введения первых марок Республики Армения, определённых комиссией Верховного Совета. Ими стали три почтовые марки и почтовый блок в ознаменование Дня независимости, выпущенные в обращение 28 мая 1992 года. На марках изображена гора Арарат и трёхцветный флаг Армении, на марке блока — также Арарат и парящий над ним красно-сине-оранжевый орёл. Миниатюра, посвящённая Международной космической телефонной линии, вышла в обращение 1 июля того же года.
26 июля был выпущен набор из четырёх почтовых марок — в честь летних Олимпийских игр 1998 года в Барселоне, а первый выпуск стандартных марок появился 25 августа того же года. Другие почтовые марки посвящались таким темам, как религиозные предметы и пейзажи, а также Давиду Сасунскому и Международной филателистической выставке в 1993 году.
Первые марки, номинал которых исчислялся в новой армянской валюте — драмах, введённых вместо советских рублей (которые использовались для предыдущих выпусков), появились 4 августа 1994 года; они иллюстрировали сокровища Вагаршапата. В 1994 году вместе с новыми стандартными марками и тематическими марками на христианскую тематику были выпущены марки с изображениями известных людей — Левона Шанта и Ерванта Отиана.
В течение нескольких лет выпуском марок в Армении занималась фирма «Намаканиш»; у неё систематически возникали конфликты с государственным предприятием «Армпочта», поскольку последнее желало само заниматься выпуском почтовых марок. В результате одного из таких конфликтов в 2006 году серия из 60 почтовых марок не была признана «Армпочтой», а сами марки стали нежелательными; несколько лет назад «Армпочте» было передано право выпуска почтовых марок. Большинство почтовых марок выпускается за пределами страны. Значительная часть тиражей реализуется за пределами Армении; отдельные выпуски не доходят до Армении или доходит с опозданием и в ограниченных количествах, что порождает конфликты между «Армпочтой» и местными филателистами.

## Фантастические выпуски
Ранее считалось, что первым выпуском ССР Армения были марки Российской империи с ручной лиловой или чёрной надпечаткой пятиконечной звезды в прямоугольной рамке, сокращённого названия республики (на русском и армянском языках) и впечатанной чёрной или красной краской цифры новой стоимости. Однако авторами монографии «Почта и почтовые марки Армении» Х. Закияном и С. Салтыковым установлено, что они являются спекулятивным коммерческим выпуском, который не имеет ничего общего с официальным изданием знаков почтовой оплаты ССРА. Эти марки никогда не были в обращении, все гашёные марки — с фальшивыми гашениями.

## Развитие филателии
Становление и значительное развитие армянской филателии пришлось на советское время. В этот период произошло организационное объединение коллекционеров Армянской ССР под эгидой Всесоюзного общества филателистов (ВОФ), проводились филателистические выставки республиканского, общесоюзного и международного масштабов. Так, в 1975 году Ереван принимал III Всесоюзную юношескую филателистическую выставку, посвящённую XXV съезду КПСС. На её открытии присутствовал председатель правления ВОФ А. Н. Яр-Кравченко. Для участия в выставке были отобраны 80 коллективных и 350 индивидуальных коллекций, лучшие из которых были награждены 11 серебряными медалями, 54 посеребрёнными бронзовыми и 177 бронзовыми медалями, 122 дипломами и 52 специальными призами. Министерство связи СССР посвятило выставке памятную марку, художественный маркированный конверт и специальное гашение. В качестве последнего в дни проведения выставки, с 22 ноября по 2 декабря, применялся специальный почтовый штемпель, выполненный по эскизу художника Ю. Арцименева.

Марки СССР в честь филателистических выставок в Ереване
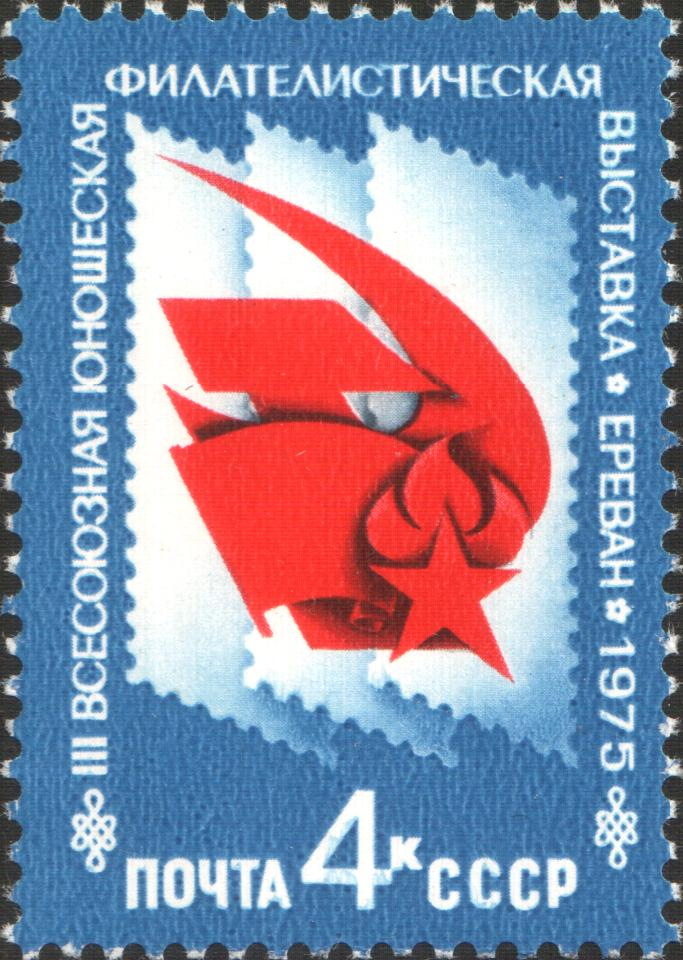
1975: III Всесоюзная юношеская филателистическая выставка. Художник Ю. Арцименев (ЦФА [АО «Марка»] № 4509)
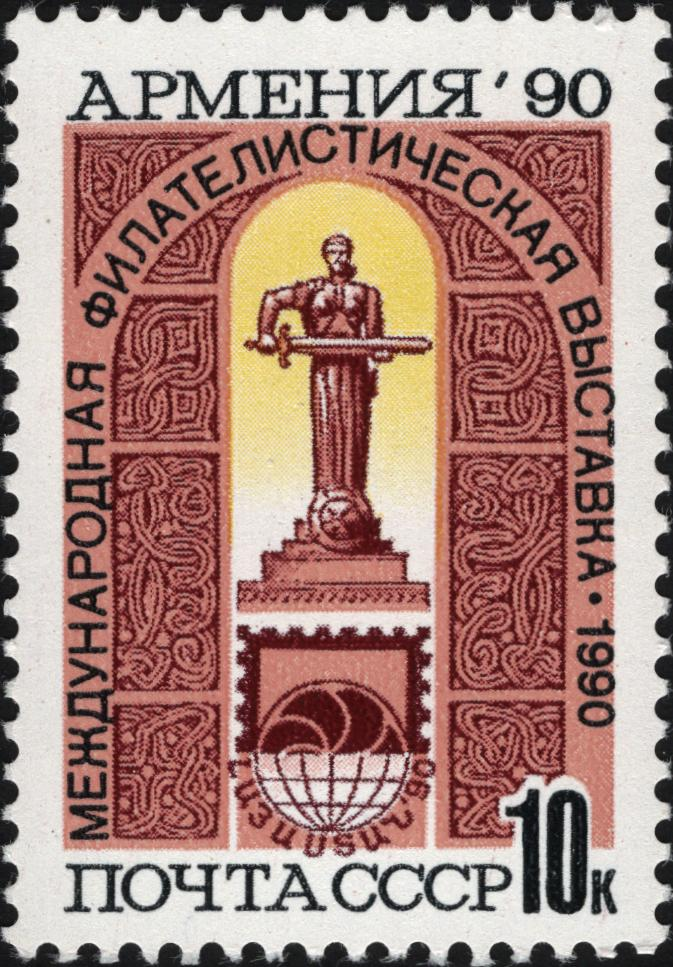
1990: Международная филателистическая выставка «Армения-90». Художник Ю. Левиновский (ЦФА [АО «Марка»] № 6269)

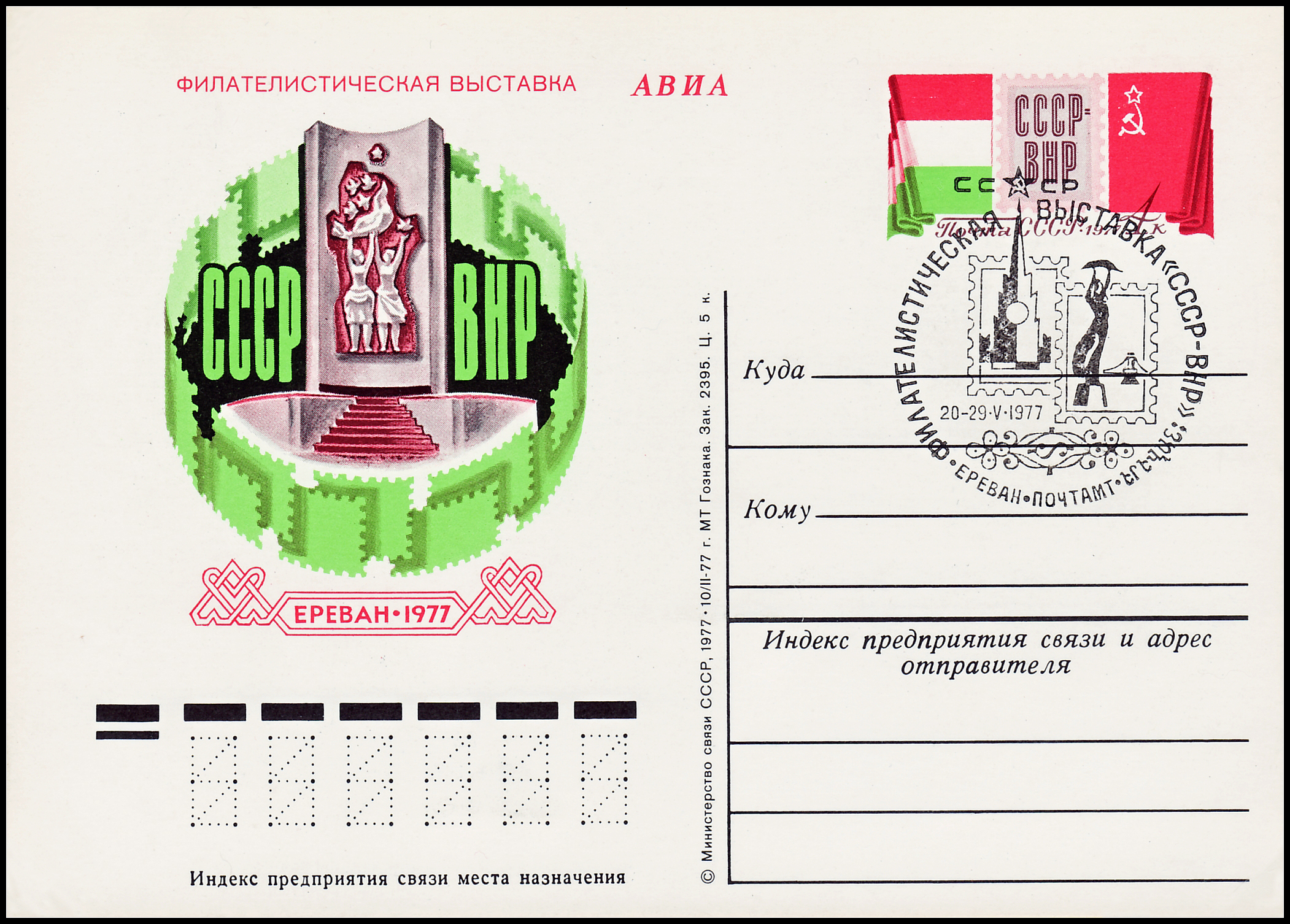
Односторонняя почтовая карточка с оригинальной маркой «Международная филателистическая выставка СССР — Венгрия. Ереван», СССР, 1977. Художник Р. Стрельников. Спецгашение: Ереван, Почтамт, 20—29.05.1977

В постсоветское время в Армении также проводились выставки, например, Международная филателистическая выставка в 1993 году, которой была посвящена марка Армении.